# イタリアの都市
イタリアの行政区分において、都市（イタリア語: Città）の語は以下のような使われ方をしている。

## コムーネの称号としての Città
イタリアの基礎自治体はコムーネと規定されている。規模の大小による名称の区別（日本の市・町・村のような）はない。
ただし、人口・歴史・文化などの重要性を有するコムーネに対し国家元首によって Città の称号が付与される。ローマやヴェネツィアなどのように古代・中世から経緯で Città と称している都市もあるが、おおむね19世紀から王による都市号の付与が制度化された。イタリア共和国においては大統領令で付与される。

## 広域自治体としての Città metropolitana
Città metropolitana（「大都市」や「大都市圏」と訳される）は、県と同格の広域自治体である。

Città metropolitana が置かれている地域

イタリア共和国憲法114条において、イタリア共和国はコムーネ、県、Città metropolitana、州からなるという規定があるが、長らく Città metropolitana という自治体は置かれていなかった。2014年、「大都市、県、コムーネの連合および合併に関する規定」によって、県級の広域自治体として Città metropolitana の規定が行われた。2015年1月1日、以下の10県が Città metropolitana となった。
- ローマ県
- ミラノ県
- ナポリ県
- トリノ県
- バーリ県
- フィレンツェ県
- ボローニャ県
- ジェノヴァ県
- ヴェネツィア県
- レッジョ・カラブリア県

その後、2015年9月4日にシチリア自治州の3県が Città metropolitana に移行した。
- パレルモ県
- カターニア県
- メッシーナ県

2016年2月に、サルデーニャ自治州で広域自治体の再編が行われ、カリャリ周辺地域（旧カリャリ県の一部）が Città metropolitana となった。
- カリャリ県